# Romantic
Romantic ist ein Lied von Karyn White aus dem Jahr 1991, das von ihr, Jimmy Jam und Terry Lewis geschrieben wurde. Es erschien auf dem Album Ritual of Love und wurde von den letzten Zweien produziert.

## Geschichte
Laut Billboard geht es in Romantic um Geschlechtsverkehr, weshalb es dort auf Platz 28 in deren Liste 60 Sexiest Songs of All Time aufgelistet wurde. Es entspricht den Musikrichtungen Dance und New Jack Swing.
Die Veröffentlichung war am 23. August 1991, in den Vereinigten Staaten wurde das Lied ein Nummer-eins-Hit.

## Musikvideo
Zu Beginn des Musikvideo steigt Karyn White aus einem Auto aus, dann geht sie in ein Theater und tanzt für den Rest des Videos choreografisch mit den Backgroundtänzern. Der Clip wechselt szenenabhängig zwischen Farbe und Schwarzweißfotografie, einige Szenen werden auch mit einem blauen Filter unterlegt.

## Chartplatzierungen
| ChartsChartplatzierungen       | Höchstplatzierung | Wochen |
| ------------------------------ | ----------------- | ------ |
| Vereinigte Staaten (Billboard) | 1 (20 Wo.)        | 20     |
| Vereinigtes Königreich (OCC)   | 23 (5 Wo.)        | 5      |

| ChartsJahrescharts (1991)      | Platzierung |
| ------------------------------ | ----------- |
| Vereinigte Staaten (Billboard) | 24          |

## Coverversionen
- 1995: Babyface